# Kobamelo Kodisang
Kobamelo Kodisang (Seraleng, 28 agosto 1999) è un calciatore sudafricano, centrocampista del M. Sundowns.

## Caratteristiche tecniche
È un esterno sinistro.

## Carriera

### Nazionale
Con la nazionale Under-20 sudafricana ha preso parte al campionato mondiale di calcio Under-20 2019.

## Palmarès

### Club

#### Competizioni nazionali
- Segunda Liga: 1

Moreirense: 2022-2023
- Campionato sudafricano: 1

Mamelodi Sundowns: 2024-2025